# Florin Pârvu
Florin Cristian Pârvu (n. 2 aprilie 1975, Ploiești, România) este un fotbalist român retras din activitate, care a jucat pe post de mijlocaș la echipe ca Petrolul, Henan F.C.⁠(d) și Otopeni. Pe plan internațional, are prezențe la națională pentru România. După încheierea carierei, a devenit antrenor, și a antrenat, printre altele, Conpet Ploiești, Petrolul și Voluntari.
A jucat două meciuri la echipa națională de fotbal a României în perioada 2000-2002.
După retragerea din activitate a început cariera de antrenor, ca secund al lui Marian Bondrea, la CS Turnu Severin, în 2011. Ulterior, a devenit antrenor secund la Petrolul, în mandatul din 2014 al lui Răzvan Lucescu, iar mai apoi la Rapid București. Ca antrenor principal, el a condus în formațiile Chimia Brazi și Conpet Ploiești. A activat și în China, la Henan Jianye, acolo unde a fost tehnicianul formațiilor U19, U21 și al echipei a doua a clubului.
A revenit în România în 2023 când a fost numit antrenor principal la Petrolul.

## Legături externe
- Florin Pârvu la romaniansoccer.ro